# Trachusa bequaerti
Trachusa bequaerti là một loài Hymenoptera trong họ Megachilidae. Loài này được Schwarz mô tả khoa học năm 1926.